# كارل كيرك
كارل كيرك (بالدنماركية: Karl Kirk)‏ هو لاعب جمباز فني دنماركي، ولد في 5 أبريل 1890 في Faaborg-Midtfyn Municipality ‏ في الدنمارك، وتوفي في 6 مارس 1955 في آرهوس في الدنمارك.

## وصلات خارجية
- كارل كيرك على موقع اللجنة الأولمبية الدولية (الإنجليزية)
- كارل كيرك على موقع أوليمبيديا (الإنجليزية)